# 约瑟夫·罗特

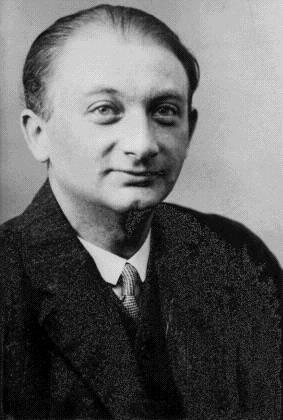
约瑟夫·罗特

约瑟夫·罗特（Joseph Roth，1894年9月2日—1939年5月27日），奥地利作家，政治记者。出生于東加利西亞地区的布羅德。